# Orphninotrichia plumosa
Orphninotrichia plumosa är en nattsländeart som beskrevs av Wells 1999. Orphninotrichia plumosa ingår i släktet Orphninotrichia och familjen smånattsländor. Inga underarter finns listade i Catalogue of Life.